# Bonanza (Oregon)
Bonanza és una població dels Estats Units a l'estat d'Oregon. Segons el cens del 2000 tenia 415 habitants.

## Demografia
Segons el cens del 2000, Bonanza tenia 415 habitants, 139 habitatges, i 102 famílies. La densitat de població era de 193,1 habitants per km².
Dels 139 habitatges en un 37,4% hi vivien nens de menys de 18 anys, en un 59% hi vivien parelles casades, en un 13,7% dones solteres, i en un 25,9% no eren unitats familiars. En el 22,3% dels habitatges hi vivien persones soles el 9,4% de les quals corresponia a persones de 65 anys o més que vivien soles. El nombre mitjà de persones vivint en cada habitatge era de 2,99 i el nombre mitjà de persones que vivien en cada família era de 3,4.
Per edats la població es repartia de la següent manera: un 34,9% tenia menys de 18 anys, un 7,7% entre 18 i 24, un 25,1% entre 25 i 44, un 20,5% de 45 a 60 i un 11,8% 65 anys o més.
L'edat mediana era de 31 anys. Per cada 100 dones de 18 o més anys hi havia 92,9 homes.
La renda mediana per habitatge era de 31.944$ i la renda mediana per família de 36.786$. Els homes tenien una renda mediana de 21.979$ mentre que les dones 18.750$. La renda per capita de la població era de 10.213$. Aproximadament el 14,7% de les famílies i el 16,8% de la població estaven per davall del llindar de pobresa.

## Poblacions més properes
El següent diagrama mostra les poblacions més properes.